# いびがわマラソン
いびがわマラソンは、岐阜県揖斐郡揖斐川町で行われる揖斐川町と中日新聞社、西濃地区陸上競技協会が主催するマラソン大会である。
1988年（昭和63年）に第1回大会が開催される。通常、毎年11月の第2日曜日に開催されている。
フルマラソン（42.195km）、ハーフマラソン（21.0975km）の2コースが設定され、日本陸上競技連盟公認の揖斐川沿いを走るコースで競われる。また、同じ日にはいびがわウォーキング（3km）が開催される。ただし、後述の理由からフルマラソンは2019年（令和元年）を最後に休止されており、ハーフマラソンと3キロウォーキングも2020年（令和2年）と2021年（令和3年）は新型コロナウイルスの感染拡大を理由に中止され、3年ぶりの開催となった2022年（令和4年）以降はハーフマラソンと3㎞ウォーキングのみ開催されている。
2006年（平成18年）の全国ランニング100選（月刊ランナーズ）の5位に選ばれている。

## 参加資格
- ハーフは15歳以上（中学生を除く）、フルは18歳以上（高校生を除く）。
- ハーフは3時間、フルは6時間以内で完走できる事。（元々フルは5時間以内だったが、5時間30分→6時間と制限時間が段階的に緩和された）

## 表彰
- 男女6位まで
- 年代別3位まで
  - 29歳以下・30歳代・40歳代・50歳代・60歳以上の5部門

## フルマラソン

### 2018年まで
- 揖斐川町中央公民館→井ノ口橋→岐阜県道254号藤橋池田線、岐阜県道40号山東本巣線（揖斐川西岸）→揖斐峡大橋→国道303号（揖斐川東岸）→道の駅星のふる里ふじはし→元藤橋→岐阜県道254号藤橋池田線、滋賀県道・岐阜県道40号山東本巣線（揖斐川西岸）→前島橋→揖斐川町役場

### 2019年
- 揖斐川町役場西→井ノ口橋→岐阜県道254号藤橋池田線、岐阜県道40号山東本巣線→揖斐峡大橋→国道303号→道の駅星のふる里ふじはし→元藤橋→岐阜県道254号藤橋池田線、滋賀県道・岐阜県道40号山東本巣線→久世橋→国道303号→外津汲橋→岐阜県道254号藤橋池田線、滋賀県道・岐阜県道40号山東本巣線→前島橋→揖斐川町役場
  - 8.6km地点と20.0km地点、そして33.9km地点には関門が設けられており、それぞれ1時間10分、2時間40分、4時間30分で通過できない場合競技中止となり、役員の指示に従い収容車に収容される。
  - スタートより川を上流にさかのぼった後、下流に向かうというコース形態のため、高低差が127m生じている。さらに上り方向の途中でもアップダウンがあり、初心者には大変厳しいコースであると大会ホームページにも記載されている[1]。
  - 2019年は大会直前に令和元年東日本台風の影響で従来のコースの30㎞付近の道路脇の法面が崩落し、道を塞いだだめ急遽特別コースで開催した（崩落箇所の手前で東岸に渡り、ハーフマラソンコースとの合流地点で再び西岸に戻る。距離調整のためスタート地点も変更された）。そして、2020年（令和2年）2月26日にこの崩落事故からの復旧に費用と時間がかかるため、同年のフルマラソンの開催を中止すると発表された。
  - 2023年（令和5年）6月に主催者から崩落が起きたフルマラソンコースの現況について「コース上部の山肌に大小さまざまな岩石が浮き出て、道路に落下している形跡が見受けられ、とても通行がかなう状況ではない。そしてこれらの安全対策にはまだ年数と費用がかかる見込みである」という説明が行われた。[2]

## ハーフマラソン
- 揖斐警察署前（揖斐川町中央公民館が閉鎖されたためこの表記に変わった）→井ノ口橋→岐阜県道254号藤橋池田線、岐阜県道40号山東本巣線→（外津汲橋先で折り返し）→岐阜県道254号藤橋池田線、岐阜県道40号山東本巣線→前島橋→揖斐川町役場
  - 8.4km地点には関門が設けられており、1時間10分で通過できない場合競技中止となり、役員の指示に従い収容車に収容される。
  - フルとは異なりスタートから井ノ口橋までとゴール直前を除き、揖斐川の東岸は走らない。